# Osmia novaescotiae
Osmia novaescotiae là một loài Hymenoptera trong họ Megachilidae. Loài này được Cockerell mô tả khoa học năm 1912.